# Katalin Juhász
Katalin Juhász (Hódmezővásárhely, 24 de noviembre de 1932) es una deportista húngara que compitió en esgrima, especialista en la modalidad de florete.
Participó en dos Juegos Olímpicos de Verano en los años 1960 y 1964, obteniendo dos medallas, plata en Roma 1960 y oro en Tokio 1964. Ganó siete medallas en el Campeonato Mundial de Esgrima entre los años 1959 y 1967.

## Palmarés internacional
| Juegos Olímpicos   | Juegos Olímpicos         | Juegos Olímpicos  | Juegos Olímpicos    |
| Año                | Lugar                    | Medalla           | Prueba              |
| ------------------ | ------------------------ | ----------------- | ------------------- |
| 1960               | Roma (Italia)            | Medalla de plata  | Florete por equipos |
| 1964               | Tokio (Japón)            | Medalla de oro    | Florete por equipos |
| Campeonato Mundial |                          |                   |                     |
| Año                | Lugar                    | Medalla           | Prueba              |
| 1959               | Budapest (Hungría)       | Medalla de oro    | Florete por equipos |
| 1961               | Turín (Italia)           | Medalla de plata  | Florete por equipos |
| 1962               | Buenos Aires (Argentina) | Medalla de oro    | Florete por equipos |
| 1962               | Buenos Aires (Argentina) | Medalla de bronce | Florete individual  |
| 1963               | Danzig (Polonia)         | Medalla de plata  | Florete por equipos |
| 1963               | Danzig (Polonia)         | Medalla de bronce | Florete individual  |
| 1967               | Montreal (Canadá)        | Medalla de oro    | Florete por equipos |